# Roy van Aalst
R. R. "Roy" van Aalst (phát âm tiếng Hà Lan: [ɛr ɛr rɔj vɑn aːlst]; sinh ngày 28 tháng 3 năm 1983) là một chính trị gia người Hà Lan. Ông là thành viên của Hạ viện đại diện cho Đảng Tự do kể từ ngày 23 tháng 3 năm 2017 và thành viên của Hội đồng tỉnh Overijssel từ tháng 3 năm 2015. Van Aalst đã kết hôn, có ba con và sống ở Hengelo.